# Karel Vymětal
Karel Vymětal (18. listopadu 1944 – 24. října 2024) byl český politik, v 90. letech 20. století a počátkem 21. století poslanec Poslanecké sněmovny za KSČM.

## Biografie
Absolvoval elektrotechnickou fakultu Vysokého učení technického v Brně a VŠE v Praze. Před rokem 1989 pracoval na krajském národním výboru v Ostravě, od roku 1990 působil v podniku zahraničního obchodu Inspekta. V roce 1994 byl členem ÚV KSČM a předsedou Oblastního výboru KSČM pro severní Moravu a Slezsko.
Ve volbách v roce 1996 byl zvolen do poslanecké sněmovny za KSČM (volební obvod Severomoravský kraj). Mandát obhájil ve volbách v roce 1998 a volbách v roce 2002 a ve sněmovně setrval do voleb v roce 2006. Byl členem sněmovního hospodářského výboru (v letech 1998–2006 jeho místopředsedou).
V senátních volbách roku 2004 neúspěšně kandidoval do horní komory parlamentu za senátní obvod č. 67 - Nový Jičín. Získal necelých 15 % hlasů a nepostoupil do 2. kola. V prosinci 2005 ho svým místopředsedou opětovně zvolilo levicové Odborové sdružení Čech, Moravy a Slezska, blízké KSČM.
Jeho bratrem byl Vojtěch Vymětal, který byl v roce 1998 zvolen rovněž do poslanecké sněmovny, ovšem za ČSSD.